# Peleteria lalandii
Peleteria lalandii là một loài ruồi trong họ Tachinidae.